# 熊一定
熊一定（15世紀—16世紀），字廣恆，江西南昌府豐城縣瓘山人，明朝政治人物。

## 生平
熊一定是成化十年（1474年）甲午科江西鄉試舉人，授光化知縣，寒暑不倦的教導士子，並興建土城、設立糧倉，不接受請謁，陞澧州知州，為政嚴厲讓吏民畏懼，當地有新洲空牧地被華陽王朱賓泟專利，他就向朝廷請命，王府假意順從，卻經常用敗鈔交易民貨，於是他禁止種植楮帛，令敗鈔絕跡，九谿土千戶唐冠向的兒子唐通殺害良民，他亦按法懲治，又積粟數萬石在荒年賑濟，親自為諸生講課，同時翻新祭器、立題名碑，因犯錯致仕。

## 引用
1. 1 2  同治《豐城縣志·卷十三·人物志三》：熊一定，字廣恆，瓘山人，成化鄉舉，授光化知縣，訓農勸學，通商惠工，請謁不得行，陞知澧州，舊有洲地資樵牧，華陽王府專其利，一定力請予民，王屈意從之其，從校往往以敗鈔易民貨，一定禁勿牧楮帛敗鈔絕，九谿土千戶唐冠向子通怙險殺人，按之伏辜，嘗積粟累數萬石，值歲寢藉以存濟，親為諸生講課，新祭器、樹題名碑，祠名宦、鄉賢于學宮，士習丕振，以事詿吏議致仕去。弟一中以鄉舉任泉州府推官，有靖寇功，士民為立石紀德政。
2. ↑  同治《豐城縣志·卷八·選舉志》：明……成化十年甲午鄉試 解元羅奎……熊一定 瓘山人，知州，有傳
3. ↑  光緒《光化縣志·卷五》：熊一定，字廣恆，豐城舉人，為光化令，治民訓士寒暑不倦，築土城、建倉廒，卓有能聲，升澧州知州。
4. ↑  道光《直隷澧州志·卷十三·職官志三》：熊一定 字廣恆，豐城鄉貢，性抗直，知澧州政尚嚴厲，吏民畏之，新州舊有空牧地，藩府欲專其利，一定婉辭啟聞，卒弛其禁，九谿土酋殺良民，一定承檄問按伏其辜，任澧七年積榖萬斛，歲荒民賴以濟。